# علي عبد الكريم (دبلوماسي)
علي عبد الكريم (بالإنجليزية: Ali Abdul Karim) (ولد عام 1953 في اللاذقية، سوريا) هو دبلوماسي سوري. وكان أول سفير لسوريا لدى لبنان. وقبل ذلك شغل منصب السفير لدى الكويت، والمدير العام لـالوكالة العربية السورية للأنباء (سانا)، والتلفزيون السوري الرسمي التلفزيون العربي السوري.
يحمل عبد الكريم درجة بكالوريوس الآداب في الأدب العربي من جامعة دمشق.
في عام 2011، كان عبد الكريم واحدًا من ثلاثة مسؤولين سوريين كبار فرضت عليهم الولايات المتحدة عقوبات ردًا على حملة القمع العنيفة التي شنها نظام الرئيس بشار الأسد ضد المحتجين المناهضين للحكومة. وقد جُمّدت أصول عبد الكريم في الولايات المتحدة وحُظر إجراء أي معاملات تجارية معه.